# Ján Kecskeméthy
Ján Kecskeméthy (17 december 1932 – Roermond, 27 mei 2018) was een Slowaaks handballer en handbalcoach. Na jaren actief als handballer en handbalcoach in Tsjecho-Slowakije, vertrok hij in 1980 naar Nederland. Hier was hij actief als bondscoach van zowel het dames- als herenteam van Nederland. Hierna was hij actief als clubcoach bij teams in Nederland, Duitsland en België.

## Biografie
Als handballer speelde Kecskeméthy 41 interlands voor het Tsjecho-Slowaaks handbalteam. Ook won hij met Dulka Praag tweemaal de Europa Cup.
Na zijn spelerscarrière was Kecskeméthy actief als clubcoach bij verschillende handbalclubs. Hij won met vier teams het landskampioenschap. Tevens was hij jarenlang docent bij de sportuniversiteit van Bratislava. In 1978, als bondscoach van het Tsjecho-Slowaaks dames-handbalteam, wist hij de vierde plaats te behalen op het WK. In 1980 wist hij met hetzelfde team de vijfde plaats te halen op de Olympische Zomerspelen 1980.
Ook in 1980 vertrok hij naar Nederland, hier was Kecskeméthy zeven jaar lang bij het Nederlands Handbal Verbond in dienst als bondscoach bij zowel de heren als de dames. In 1985 werd Kecskeméthy zijn taak als bondscoach van Nederland ontnomen vanwege teleurstellende resultaten. Twee jaar later werd hij ook ontslagen als bondscoach van de dames. Daarna was Kecskeméthy coach van de vrouwen van Foreholte, de mannen van Quintus en de mannen van E&O. In 1993 werd hij ontslagen bij E&O en ging niet veel later aan de slag bij TV Mönchengladbach, dat uitkwam in de Duitse Regionalliga. Ook was hij coach in België, hij coachde vanaf 1994 Eynatten. Ook in 1994 wordt hij coach van de vrouwen van Swift Roermond als opvolger van Gabrie Rietbroek. Hij weet zowel in 1995 en 1996 het landskampioenschap te winnen.
Kecskeméthy had veelal kritiek op de wijze van manier van het bereiken van topsport binnen het Nederlands handbal, zo vond hij dat het niveau van sport verreweg niet professioneel was en dit ook niet gestimuleerd werd vanuit het Nederlands Handbal Verbond.
In 2012 werd hij opgenomen in de Eregalerij van het Slowaakse handbal.
Ján Kecskeméthy overleed op 27 mei 2018 op 85-jarige in Roermond.